# Interstate Airlines
International Airlines — скасована чартерна авіакомпанія, що базується в Маастрихті, Нідерланди. Вона виконувала послуги оренди з обслуговуванням у межах Європи. Основною базою був аеропорт Маастріхт-Аахен.

## Історія
Авіакомпанія була заснована Ніко Хеммером і Роберто Стінгою, і розпочала роботу в липні 2005 року. Станом на березень 2007 року, в ній працювало 25 співробітників.
Закрита через неспроможність у 2010 році.

## Пункти призначення
- Німеччина
  - Дюссельдорф — Аеропорт Дюссельдорф
- Марокко
  - Надор — Аеропорт Надор
- Нідерланди
  - Амстердам — Схіпхол

## Флот
Флот авіакомпанії складався з таких літаків (за станом на 8 січня 2009 року):
- 3 ATR 42-500